# Grenois
Grenois és un municipi francès, situat al departament del Nièvre i a la regió de Borgonya - Franc Comtat. L'any 2007 tenia 115 habitants.

## Demografia

### Població
El 2007 la població de fet de Grenois era de 115 persones. Hi havia 64 famílies, de les quals 28 eren unipersonals (20 homes vivint sols i 8 dones vivint soles), 24 parelles sense fills, 8 parelles amb fills i 4 famílies monoparentals amb fills.
La població ha evolucionat segons el següent gràfic:
Habitants censats

### Habitatges
El 2007 hi havia 127 habitatges, 64 eren l'habitatge principal de la família, 47 eren segones residències i 16 estaven desocupats. Tots els 127 habitatges eren cases. Dels 64 habitatges principals, 58 estaven ocupats pels seus propietaris i 6 estaven llogats i ocupats pels llogaters; 3 tenien dues cambres, 17 en tenien tres, 20 en tenien quatre i 24 en tenien cinc o més. 49 habitatges disposaven pel capbaix d'una plaça de pàrquing. A 29 habitatges hi havia un automòbil i a 23 n'hi havia dos o més.

### Piràmide de població
La piràmide de població per edats i sexe el 2009 era:
| Homes | Edats   | Dones |
| ----- | ------- | ----- |
| 0     | 95 o +  | 0     |
| 0     | 90 a 94 | 0     |
| 0     | 85 a 89 | 0     |
| 0     | 80 a 84 | 0     |
| 0     | 75 a 79 | 4     |
| 4     | 70 a 74 | 8     |
| 12    | 65 a 69 | 8     |
| 16    | 60 a 64 | 12    |
| 4     | 55 a 59 | 8     |
| 0     | 50 a 54 | 4     |
| 8     | 45 a 49 | 0     |
| 0     | 40 a 44 | 4     |
| 0     | 35 a 39 | 0     |
| 8     | 30 a 34 | 0     |
| 0     | 25 a 29 | 4     |
| 0     | 20 a 24 | 0     |
| 0     | 15 a 19 | 0     |
| 0     | 10 a 14 | 0     |
| 0     | 5 a 9   | 0     |
| 0     | 0 a 4   | 0     |

## Economia
El 2007 la població en edat de treballar era de 49 persones, 31 eren actives i 18 eren inactives. De les 31 persones actives 24 estaven ocupades (13 homes i 11 dones) i 7 estaven aturades (4 homes i 3 dones). De les 18 persones inactives 12 estaven jubilades i 6 estaven classificades com a «altres inactius».

### Ingressos
El 2009 a Grenois hi havia 67 unitats fiscals que integraven 111 persones, la mediana anual d'ingressos fiscals per persona era de 16.619 €.

### Activitats econòmiques
Dels 3 establiments que hi havia el 2007, 2 eren d'empreses immobiliàries i 1 d'una empresa de serveis.
Els 2 serveis als particulars que hi havia el 2009 eren agències immobiliàries.
L'any 2000 a Grenois hi havia 10 explotacions agrícoles que ocupaven un total de 415 hectàrees.

## Poblacions més properes
El següent diagrama mostra les poblacions més properes.